# Michele Cantacuzeno

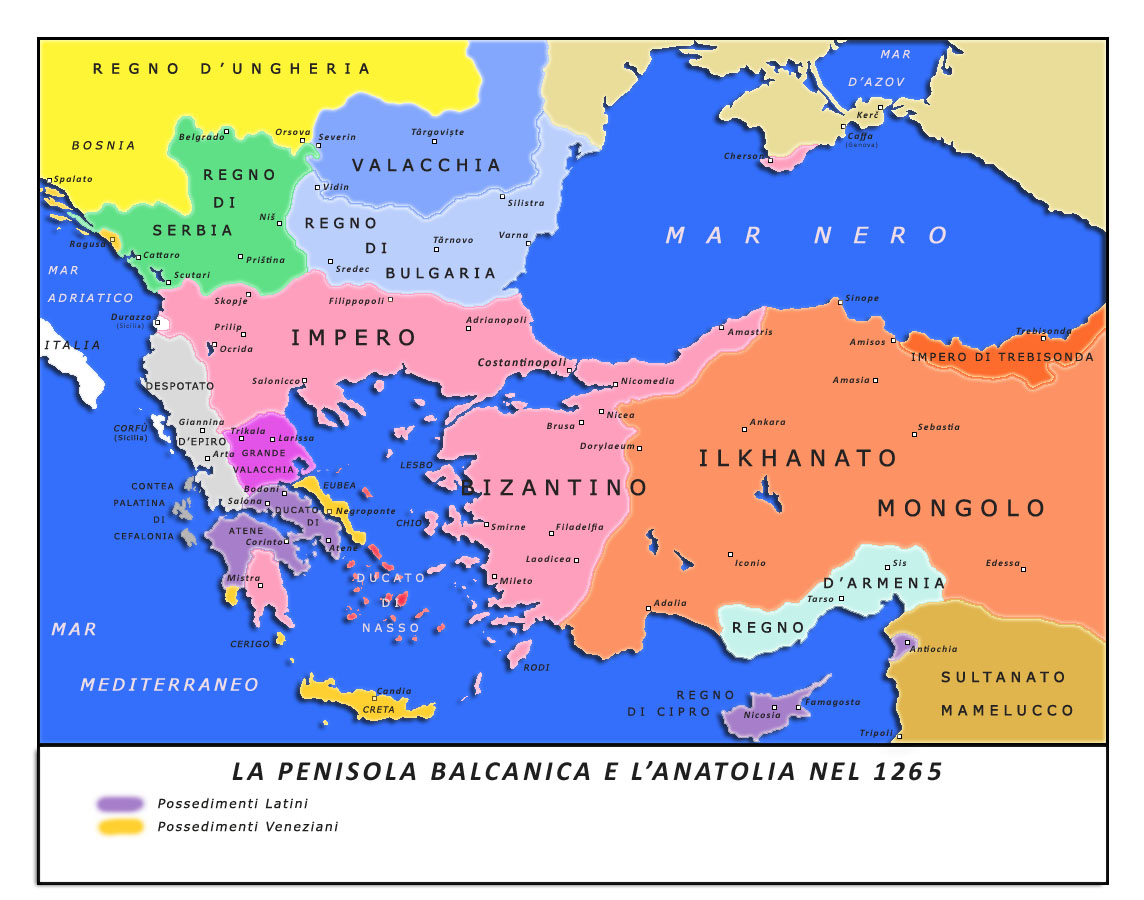
Cartina del despotato di Morea tra la seconda metà del XIII secolo e l'inizio del XIV secolo.

Michele Cantacuzeno (in greco Μιχαήλ Καντακουζηνός?; ... – 1316) è stato il primo despota della Morea, dal 1308 fino alla sua morte.

## Biografia
Nel 1308, l'imperatore bizantino Andronico II Paleologo, con un decreto, decise che il governatore della Morea non sarebbe stato più annuale, infatti questa carica sarebbe stata affidata a una persona, fino alla sua morte. Andronico II, nominò come primo despota della Morea, il nobile Michele Cantacuzeno. La venuta in Morea di Michele Cantacuzeno, fu una benedizione per la popolazione locale, visto che gli abitanti della provincia, si erano molto impoveriti a causa della pratica dei governatori corrotti, che costituiva nell'arricchirsi rapidamente, visto che la loro carica durava solo un anno, tentavano di radunare più ricchezze possibili, per loro stessi, a scapito della popolazione, questa pratica ebbe fine con Michele. Egli ristabilì la situazione economica della provincia, durante il suo governo, che durò otto anni, passando così al suo successore, Andronico Asen, una regione forte, che sarà poi pronta ad avviare una guerra di conquista, contro gli stati latini della Morea.
Michele Cantacuzeno morì nel 1316. Michele ebbe sicuramente almeno un figlio, Giovanni VI Cantacuzeno, nato nel 1292, che diverrà imperatore nel 1347 fino al 1354.